# 短鰭茴魚
短鰭茴魚，為輻鰭魚綱鮭形目鮭科的其中一種，為溫帶淡水魚，分布於俄羅斯貝加爾湖及其支流流域，棲息在底中層水域，生活習性不明。

## 擴展閱讀
維基物種上的相關：短鰭茴魚